# ناحیه نورک ماراش
ناحیه نورک ماراش (ارمنی: Նորք-Մարաշ վարչական շրջան) یکی از ناحیه‌های دوازده‌گانه ایروان پایتخت ارمنستان می‌باشد که در شمال غرب بخش مرکزی شهر واقع شده‌است؛ که از شمال با ناحیه داوتاشن، از جنوب غرب با ناحیه کنترون، از جنوب با ناحیه مالاتیا سباستیا و از شرق با ناحیه آرابکیر هم‌مرز است.

## خصوصیات
ناحیه نورک ماراش ۴٫۶۰ کیلومترمربع مساحت و ۱۱٬۳۰۰ نفر جمعیت دارد.

## نگارخانه

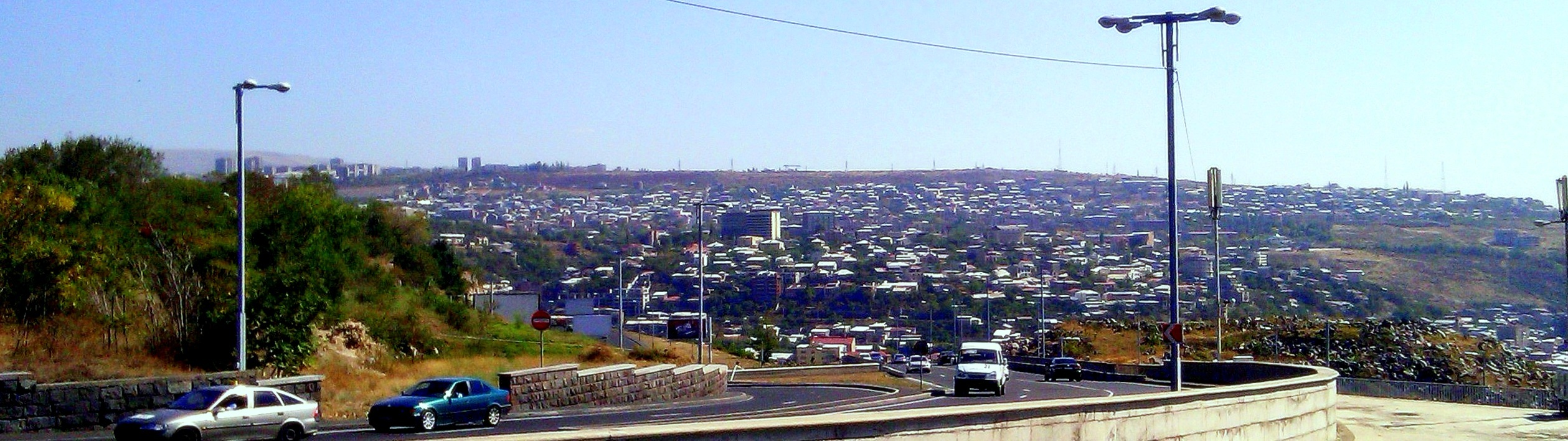
Nork-Marash district as seen from the top of the Yerevan Cascade

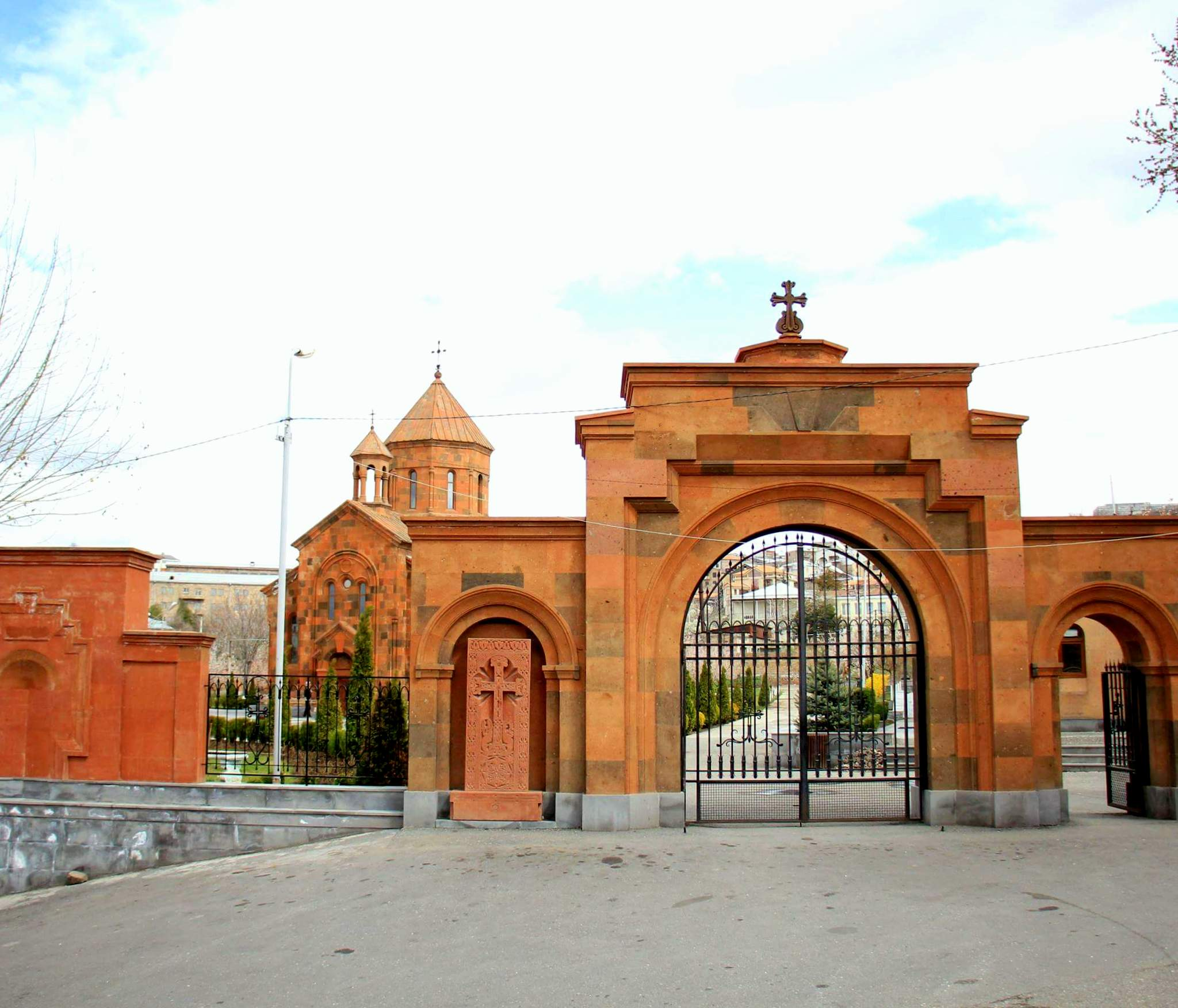
Holy Mother of God Church
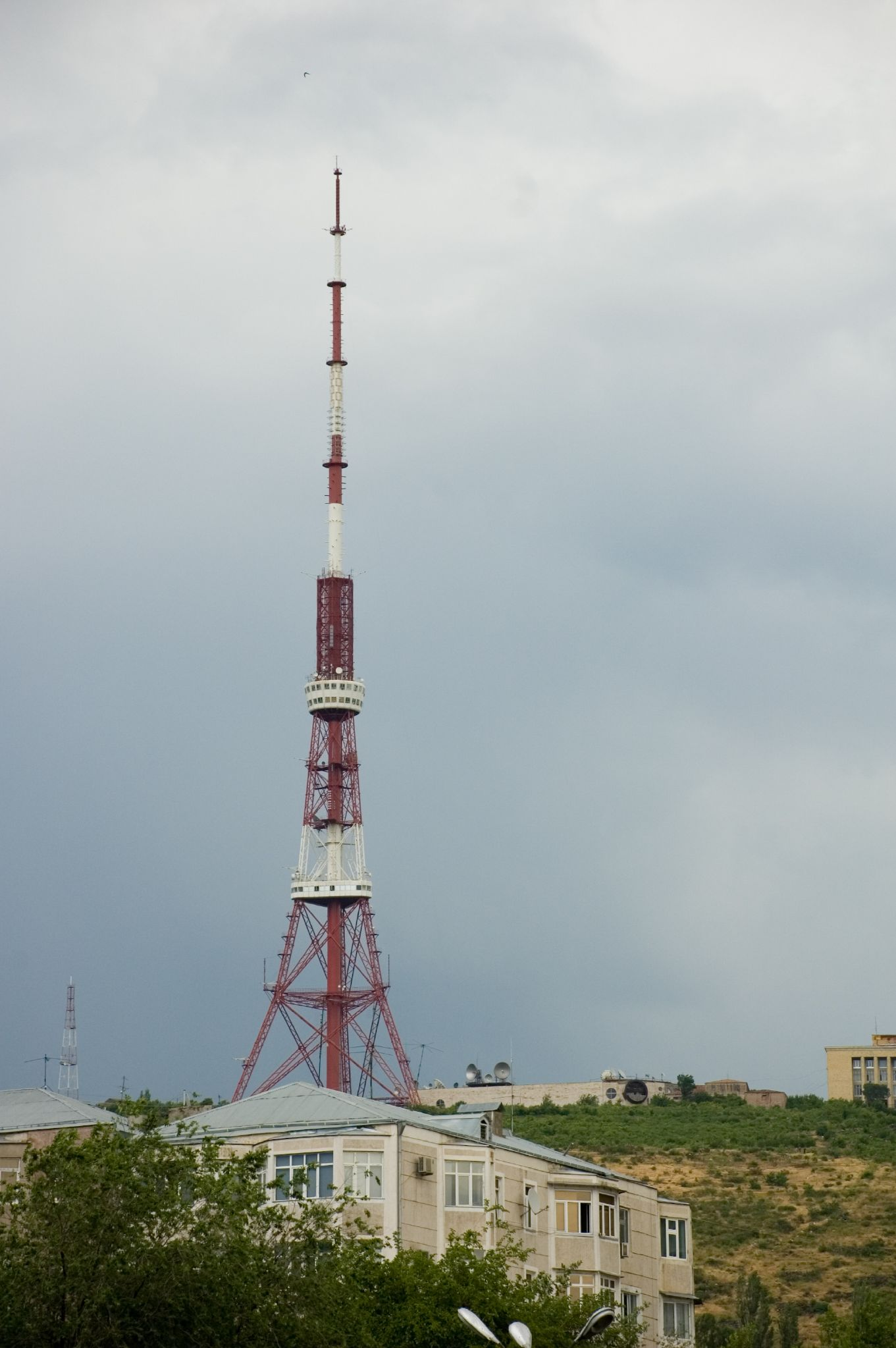
برج تلویزیونی ایروان
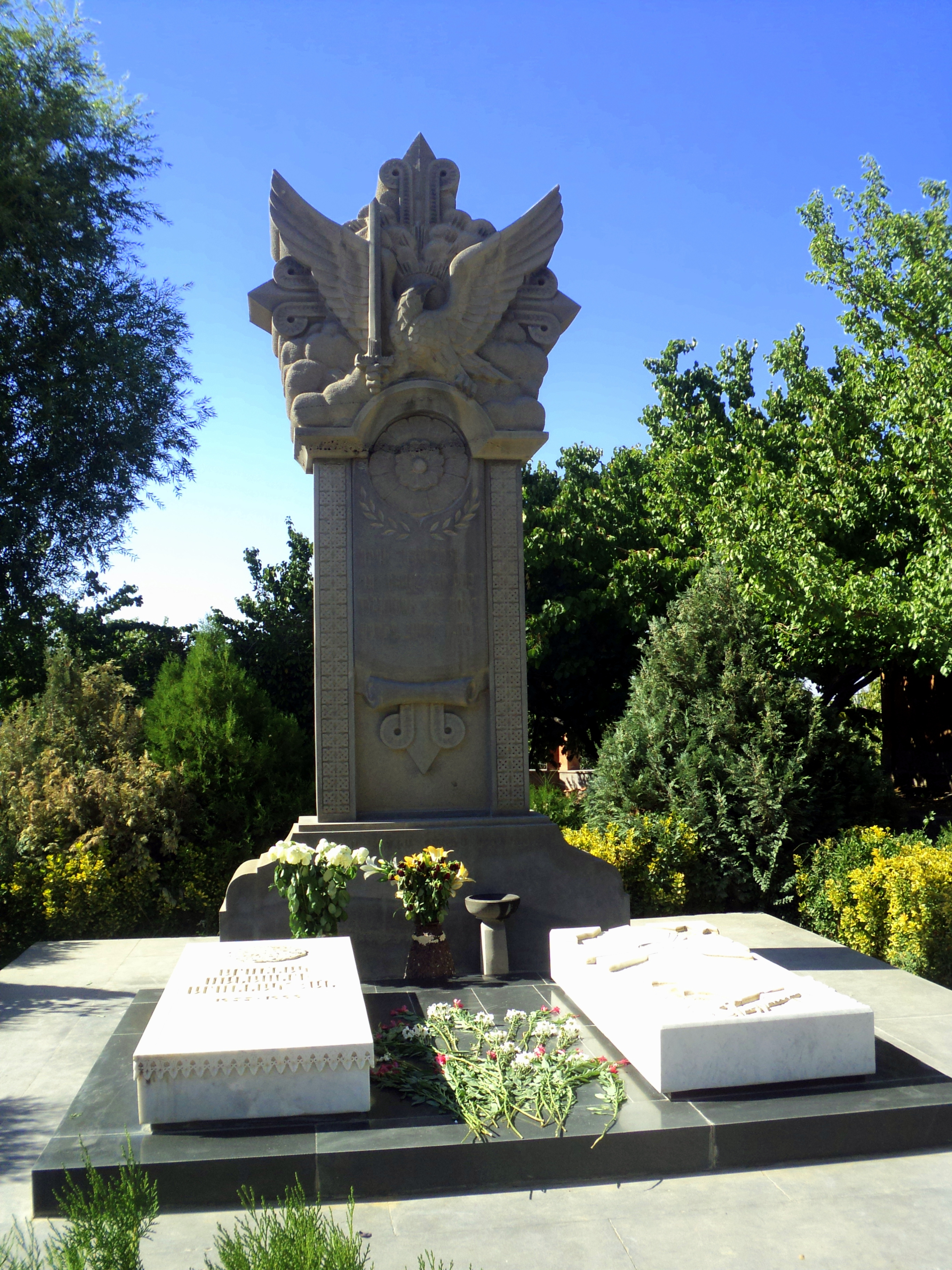
بنای یادبود جنگ قره‌باغ
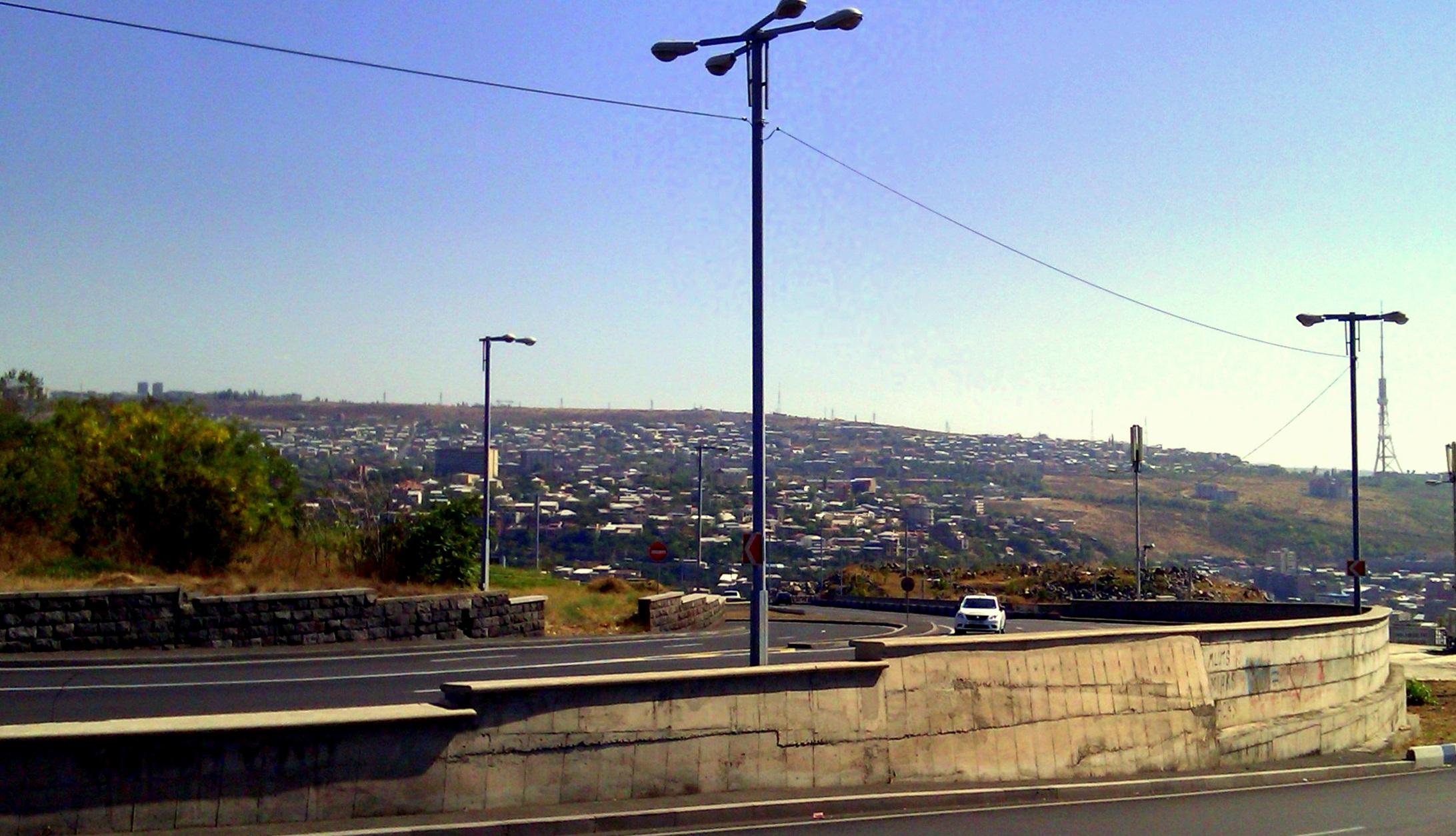
نمای عمومی از نورک ماراش